# Kaita Murayama
Kaita Murayama (村山 槐多 Murayama Kaita?,  Yokohama, Prefectura de Kanagawa, 15 de septiembre de 1896 - Tokio, 20 de febrero de 1919) fue un poeta, escritor y pintor japonés. Murayama asistió a la Academia de Bellas Artes de Tokio y fue influenciado por estilos artísticos occidentales. Su trabajo como artista es usualmente descrito como "muscular y robusto".

## Biografía
Kaita Murayama nació el 15 de septiembre de 1896 en la ciudad de Yokohama, Kanagawa, como el hijo mayor de Taisuke Murayama. Su madre solía trabajar como criada del autor Mori Ōgai antes de casarse, quien sería una gran influencia para el joven Murayama. Su primo fue el destacado pintor Kanae Yamamoto. En su adolescencia, comenzó a leer obras de célebres poetas franceses como Charles Baudelaire y Arthur Rimbaud, además de comenzar a escribir poesía. Murayama se trasladó a Kioto, donde el budismo de la ciudad, la importancia de la cultura y otras tradiciones le ayudarían a alcanzar nuevas barreras independientes. Sin embargo, padecía de tuberculosis debido a la precaria vida que llevaba, en parte debido a la pobreza y la melancolía en el que se encontraba sumergido. 
La enfermedad de Murayama iba consumiendo su cuerpo poco a poco, y él mismo era consciente de lo frágil que era su vida. El miedo, la intriga y otras emociones que afectaron a Murayama durante sus últimos años se ven reflejados en sus pinturas.
En febrero de 1919, un ya debilitado Murayama enfermó de gripe española, pandemia que había estado causando estragos a lo largo de los continentes. Alrededor de las 9 p. m. del 19 de febrero, Murayama salió en medio de una tormenta y fue encontrado inconsciente en un campo cerca de las 2 a. m. del día siguiente. Murayama moriría poco después, a las 2:30 a. m., con apenas 22 años de edad.

## Galería

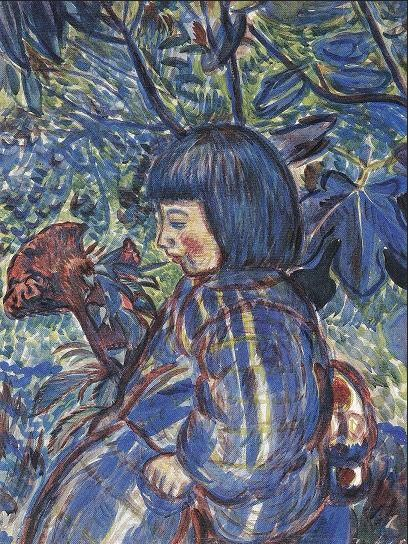
Niña en el jardín, 1914.
El sacerdote Murayama, 1915.
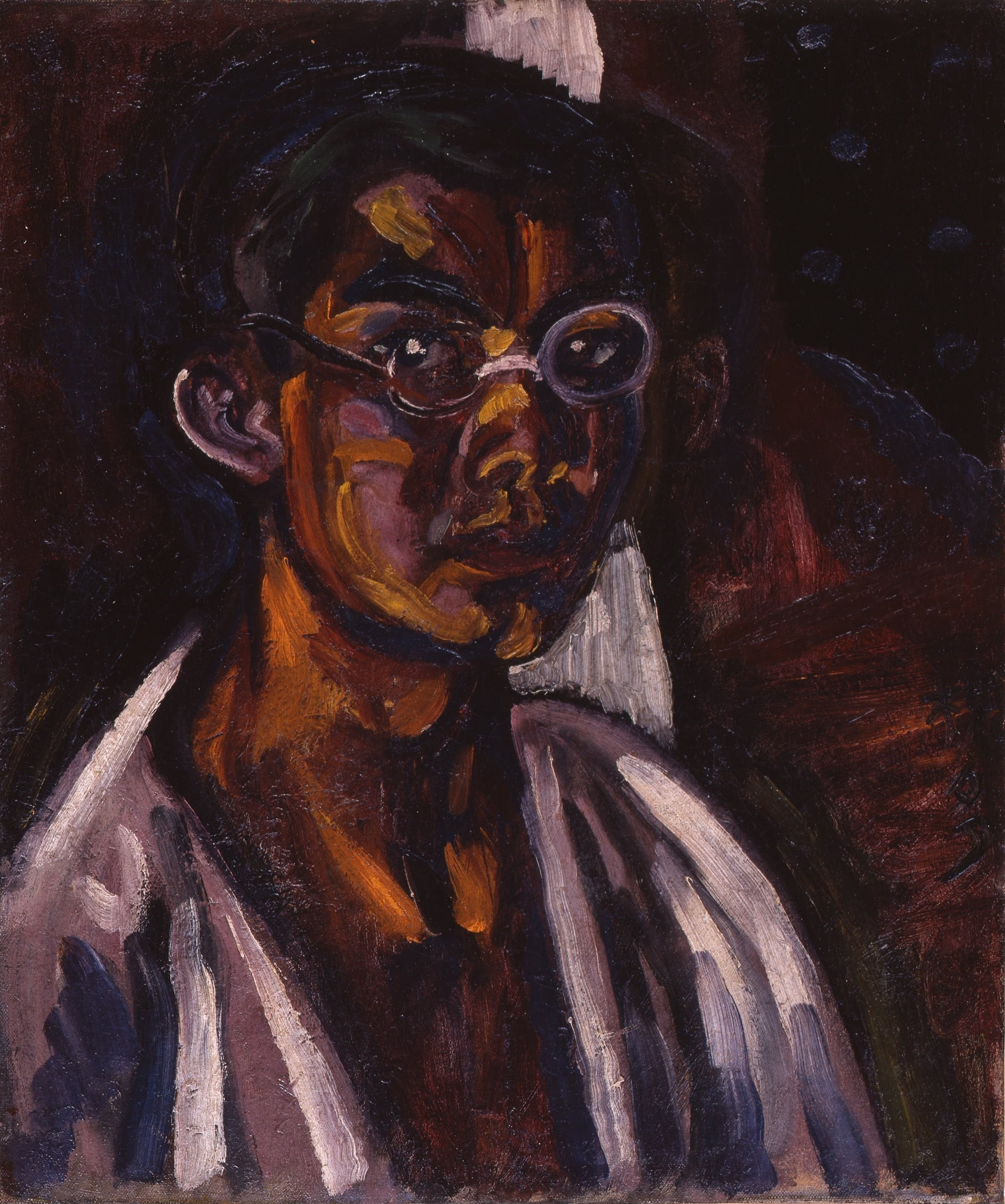
Autorretrato, 1916.
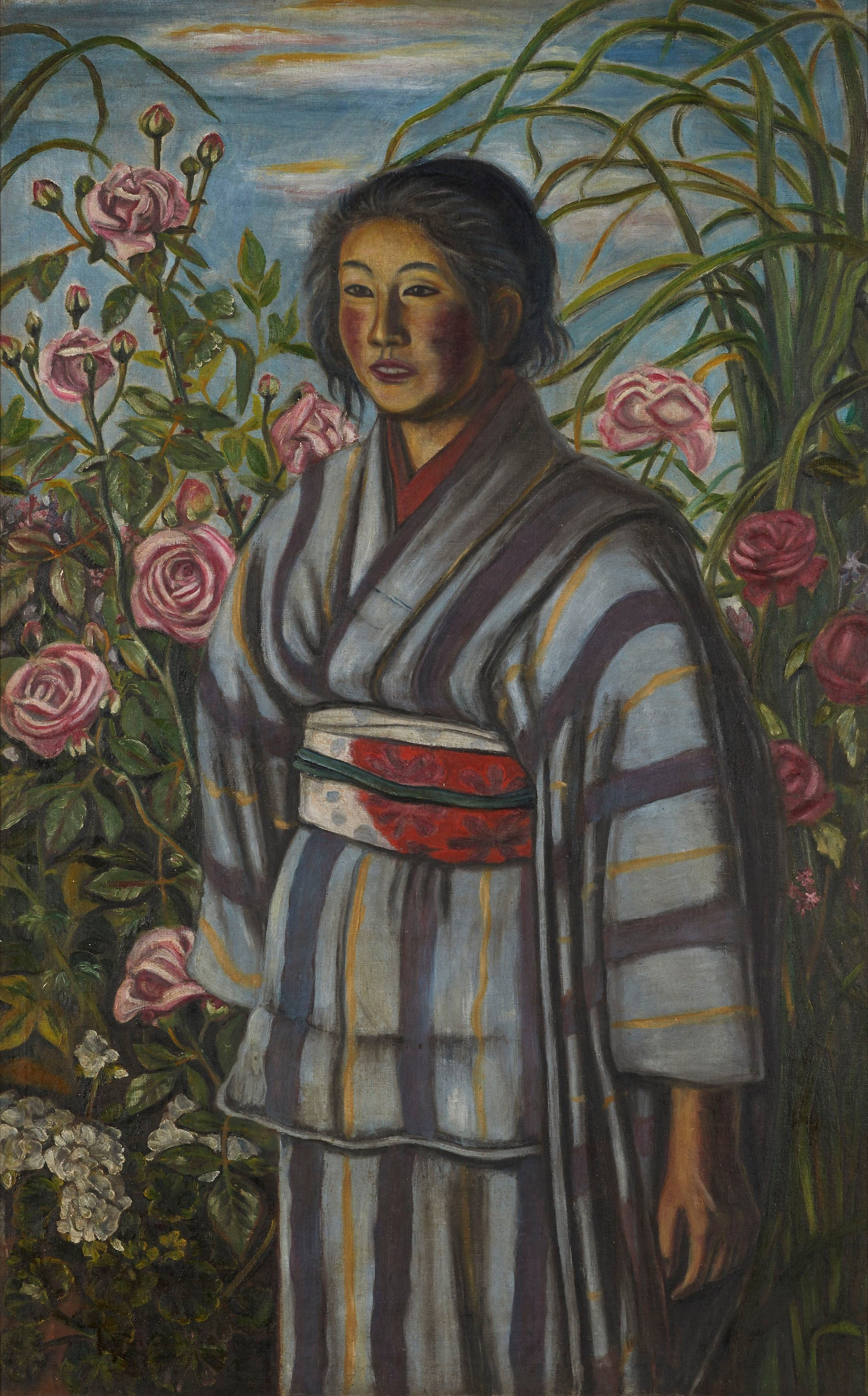
La mujer y las rosas, 1917.
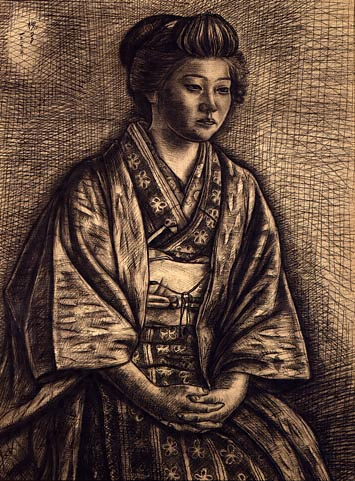
El atuendo de Masamune, 1917.
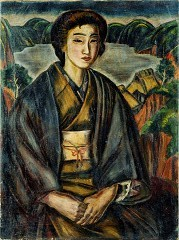
El lago y la mujer, 1917.
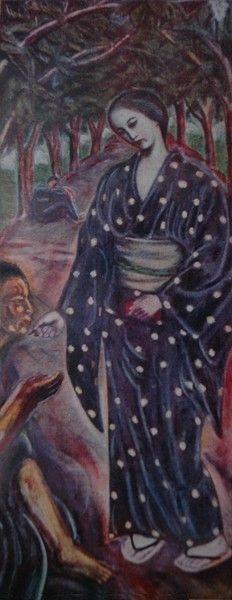
Esposa y mendigo, 1917.
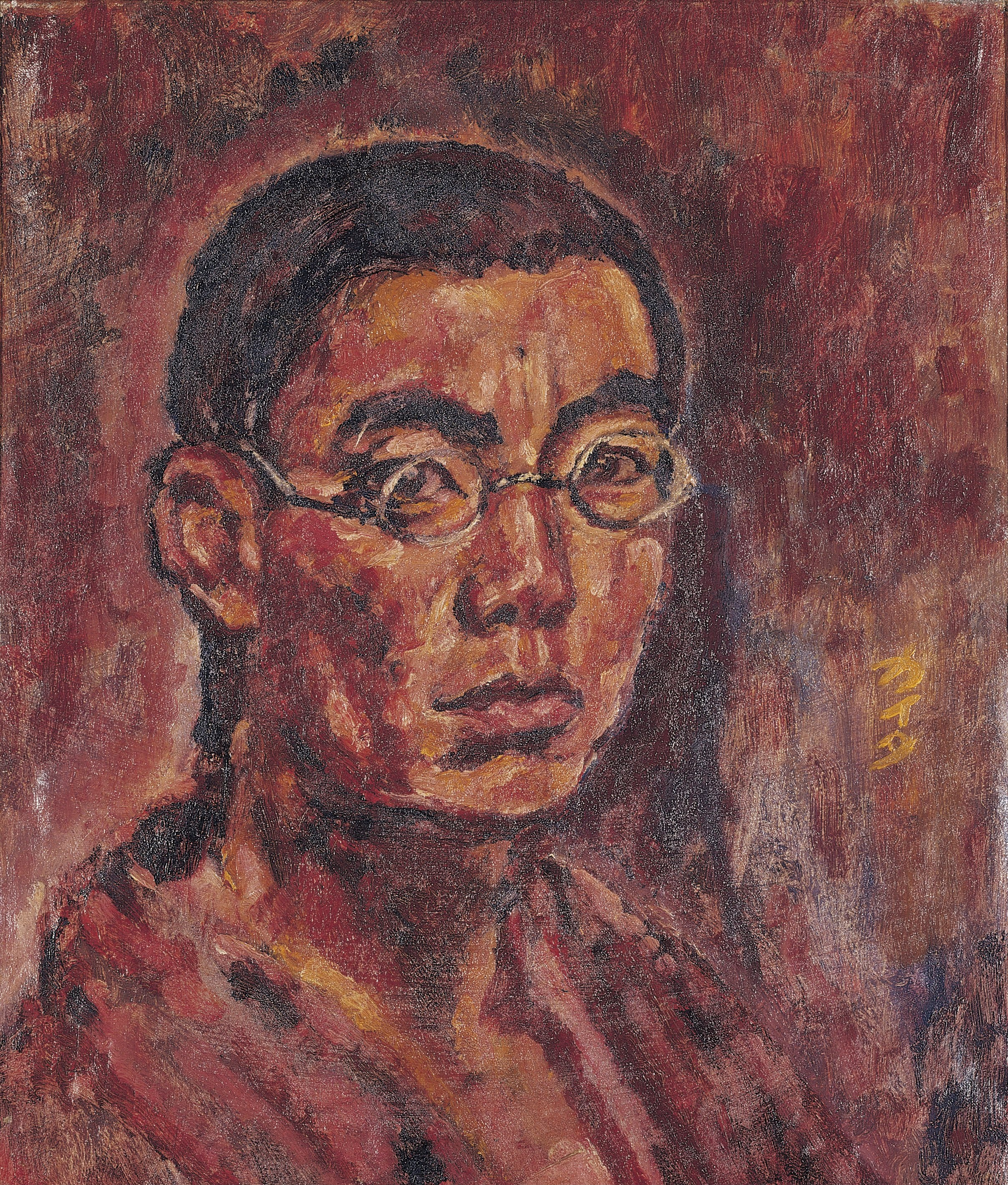
Autorretrato, 1918. Museo Municipal de Arte de Osaka.
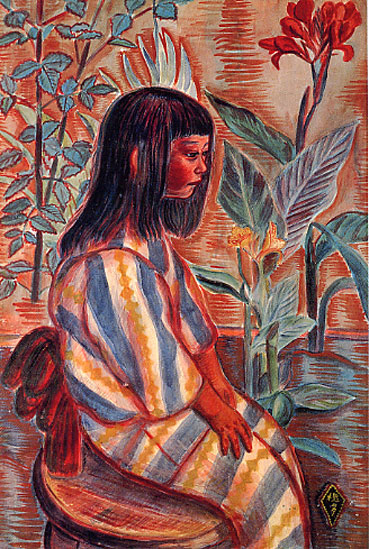
Retrato de una joven, fecha desconocida.